# Tennis Napoli Cup 2008
Il Tennis Napoli Cup 2008 è stato un torneo di tennis facente parte della categoria ATP Challenger Series nell'ambito dell'ATP Challenger Series 2008. Il torneo si è giocato per la 72ª edizione a Napoli in Italia dal 31 marzo al 6 aprile 2008 su campi in terra rossa e aveva un montepremi di €85 000+H.

## Vincitori

### Singolare
Potito Starace ha battuto in finale  Marcos Daniel con il punteggio di 6–4 4–6 7–6(3)

### Doppio
Tomáš Cibulec /  Jaroslav Levinský hanno battuto in finale  Frederico Gil /  Luis Horna con il punteggio di 6–1, 6–3